# 한준겸
한준겸(韓浚謙, 1557년 ~ 1627년 8월 27일(음력 7월 17일))은 조선의 문신이다. 자는 익지(益之), 호는 유천(柳川), 본관은 청주(淸州)이며 인조의 왕비인 인열왕후의 아버지이다. 시호는 문익(文翼)이며 당파는 남인에 속했다.

## 생애
선조 때 1586년 문과에 급제하여 검열, 주서, 봉교, 전적을 지냈다. 금천 현감으로 있을 때 정여립의 난이 일어나자, 정여립의 사위 이진길을 천거했다는 이유로 수감되었다. 호당(湖堂)에 선발되고 1592년 예조정랑이 되었다가 임진왜란 중에 강원도사, 사서, 원주목사, 지평, 필선, 필선, 정언, 교리, 검상, 사인, 부응교, 사간, 집의 등을 거쳐 1597년 정유재란 때 좌부승지에 이르렀는데, 명나라 제독 마귀를 도와 말먹이와 식량 등을 보급하였다.
그 후 경기감사, 대사성, 경상감사, 병조참판, 전라감사, 부제학을 거쳐, 1605년 호조판서가 되었다. 선조가 죽을 때 한준겸을 비롯하여 일곱 신하들에게 영창대군을 부탁한다는 유언을 하였는데, 광해군 때 영창대군이 반역죄로 몰려 죽게 되자 한준겸도 1617년 충주에 유배되었다. 그 후 다시 벼슬에 올라 1621년 5도 도원수가 되어 국경 지방을 수비하는 데 힘썼다. 1623년 인조반정으로 사위인 인조가 즉위하자 영돈녕부사가 되었으며 서평부원군(西平府院君)에 봉해졌다.
황성의 딸 회산부부인 황씨와의 사이에서 인열왕후를 포함한 2남 4녀를, 첩실에게서 2녀를 두었다. 병자호란 당시 강화도가 함락될 위기에 처하자 둘째 딸인 여이징의 처 한씨, 셋째 딸인 정백창의 처 한씨와, 서녀인 여섯째 딸 진원군 이세완의 처는 스스로 목숨을 끊었다.

## 가족 관계
출처: 신흠 《상촌고》 중 「증 영의정 한공(=한효윤) 묘지명(贈領議政韓公墓誌銘)」
| - 조부 : 한여필(韓汝弼, ? ~ 1571) - 조모 : 문화 유씨(文化 柳氏) - 유엄(柳渰)의 딸 - 아버지 : 한효윤(韓孝胤, 1536 ~ 1580) - 외조부 : 신건(申健, 1493 ~ 1566) - 신우호의 아들로 견성군의 처남 - 외조모 : 순흥 안씨(順興 安氏, ? ~ 1570) - 어머니 : 신금희(申金姬, 1532 ~ 1608) - 형 : 한백겸(韓百謙, 1552 ~ 1615) - 형 : 한중겸(韓重謙, 1555 ~ 1579) - 누나 : 홍적(洪迪)의 처 - 누나 : 심흔(沈忻)의 처 - 생질서 : 조기(趙琦) - 인조 후궁 귀인 조씨의 부친 - 누나 : 권흔(權昕)의 처 - 누나 : 서용갑(徐龍甲)의 처 - 누나 : 황유길(黃有吉)의 처 - 누나 : 조졸 | - 부인 : 회산부부인(檜山府夫人) 창원 황씨(昌原 黄氏, 1561 ~ 1594) - 황성(黃珹)의 딸 - 장남 : 한회일(韓會一, 1580 ~ 1642) - 며느리 : 전주 이씨(全州 李氏) - 이성중의 딸 - 차남 : 한소일(韓昭一, 1591 ~ 1608) - 며느리 : 전주 유씨(全州 柳氏) - 유영경의 딸 - 장녀 : 청주 한씨(淸州 韓氏) - 사위 : 이유연(李幼淵, 1571 ~ 1615) - 차녀 : 정부인(貞夫人) 청주 한씨(淸州 韓氏, 1586 ~ 1637) - 사위 : 여이징(呂爾徵, 1588~1656) - 3녀 : 정부인(貞夫人) 청주 한씨(淸州 韓氏, 1588 ~ 1637) - 사위 : 정백창(鄭百昌, 1588 ~ 1635) - 4녀 : 인열왕후(仁烈王后, 1594 ~ 1635) - 사위 : 인조(仁祖, 1595 ~ 1649) - 측실 : 전주 이씨 이강아지(李强阿之, 1583 ~ ?) - 청원군(靑原君) 이간(李侃)의 서녀 - 5녀 : 이환(李煥)의 처 - 6녀 : 현부인(縣夫人) 청주 한씨(淸州 韓氏, 1612 ~ 1637) - 사위 : 진원군(珍原君) 이세완(李世完, 1603 ~ 1655)에게 출가 |